# Boasjön (Ullareds socken, Halland)
Boasjön är en sjö i Falkenbergs kommun i Halland och ingår i Ätrans huvudavrinningsområde.